# Semni Karusou
Semni Papaspyridi-Karouzou, en griego: Σέμνη Παπασπυρίδη-Καρούζου; (Trípoli, 1897 – 8 de diciembre de 1994) fue una arqueóloga clásica griega especializada en el estudio de la cerámica de la antigua Grecia. Fue la primera mujer en incorporarse al Servicio Arqueológico Griego; excavó en Creta, Eubea, Tesalia y la Argólida, y trabajó como conservadora de las colecciones de cerámica del Museo Arqueológico Nacional de Atenas durante más de treinta años. Sufrió persecución política bajo la junta militar griega de 1967-1974. Ha sido descrita por las arqueólogas Marianna Nikolaidou y Dimitra Kokkinidou como «quizá la mujer más importante de la arqueología griega», y por el periódico To Vima como «la última representante de la generación de grandes arqueólogas».

## Biografía
Polysemni Papaspyridi, también conocida como Semni, nació en 1897 en Trípoli (Grecia). Su padre era militar y su madre, hija de un juez educado en Francia; debido a la carrera profesional de su padre, su familia se trasladó con frecuencia y finalmente se estableció en Atenas. Adoptó el apellido Papaspyridi-Karouzou al casarse en 1930 con Christos Karouzos, también arqueólogo.
Karouzou estudió arqueología en la Universidad de Atenas, donde recibió clases del arqueólogo Christos Tsountas. En 1921 se incorporó al Servicio Arqueológico Griego como conservadora de antigüedades en el Museo Arqueológico Nacional de Atenas, convirtiéndose en la primera mujer en hacerlo. Karouzou trabajó después en excavaciones en yacimientos de la Edad de Bronce en Herakleion, en Creta, y en el yacimiento clásico de Eretria, en Eubea. En 1928, obtuvo (junto con Christos Karouzos) una beca Humboldt para estudiar en las universidades de Múnich y Berlín; a su regreso a Grecia en 1930, fue ascendida al puesto de Éfora de Antigüedades (jefa de un eforato, un distrito administrativo arqueológico), un logro calificado de «victoria feminista» por la activista Avra Theodoropoulou. Karouzou ocupó el cargo en Tesalia y luego en la Argólida, donde excavó tumbas de las épocas micénica y clásica; trabajó en la antigua Epidauro; y se esforzó por conservar los edificios históricos de la ciudad de Nauplia, donde más tarde publicó una guía.

## Comisariado
En 1933, Karouzou fue nombrada curadora de las colecciones de cerámica del Museo Arqueológico Nacional de Atenas, cargo que ocupó durante más de treinta años (hasta 1964). Durante la mayor parte de este periodo, el dictador Ioannis Metaxas prohibió a las mujeres ingresar en el Servicio Arqueológico en 1936, y a las que ya eran miembros del mismo se les negó el ascenso a los puestos más altos, como directoras de museo o éforas. El trabajo de Karouzou incluyó la reorganización de las colecciones -identificando objetos que no habían sido debidamente catalogados, registrándolos y organizando nuevas exposiciones-, labor que ella describió como «servicio invisible». También escribió extensamente sobre las colecciones de cerámica y monumentos de piedra del museo, así como sobre nuevos descubrimientos arqueológicos. Su monografía sobre el pintor de Amasis, un importante pintor de cerámica ática de figuras negras, fue descrita por un crítico como «un estudio erudito y valioso». Los primeros estudios de Karouzou sobre el pintor se remontan a 1931, y fue invitada a escribir su monografía sobre el pintor en 1938. Esta monografía se publicó después de la guerra, en 1956.
Al estallar la guerra greco-italiana en 1940, Karouzou y su marido (junto con otros arqueólogos, guardas del museo y sus familias) empaquetaron las colecciones del museo por seguridad durante la Segunda Guerra Mundial. Karouzou recordaría más tarde que «fue un orgullo para nuestro pueblo que me aseguraran que, al final de la guerra, cuando se abrieron las cajas y se recibieron las antigüedades, a pesar de una supervisión fatalmente insuficiente del proceso de empaquetado no faltaba ni un solo objeto de oro, ni una sola gema preciosa». Cuando Atenas fue ocupada por el ejército alemán en 1941, los Karouzou fueron los únicos arqueólogos de Grecia que se retiraron del Instituto Arqueológico Alemán en señal de protesta. Tras el final de la Segunda Guerra Mundial, se encargaron de reinstalar las colecciones del museo, utilizando los catálogos que Karouzou había realizado; esta reinstalación se completó en 1947.

## Trayectoria después de la jubilación
En 1964, Karouzou cumplió 67 años y se vio obligada a jubilarse del Servicio Arqueológico debido a una nueva ley que imponía un límite de edad a los funcionarios. Tres años más tarde, la junta militar griega llegó al poder, un mes después de que el marido de Karouzou muriera de un ataque al corazón. Como liberal política, el director general de Antigüedades Spyridon Marinatos, nombrado por la Junta, la tachó de disidente y le prohibió el acceso al material del museo. Al no poder llevar a cabo sus investigaciones sobre las colecciones del museo -situación que Karouzou describió como «una exclusión descarada de los lugares de investigación de obras antiguas inéditas»- abandonó en secreto el país en barco para alojarse en el Instituto Alemán de Roma y después en Múnich por invitación de sus colegas. A su regreso, fue acusada de comunista y se le prohibió volver a salir del país. Esta prohibición provocó una protesta internacional y una carta escrita por un grupo de arqueólogos británicos (entre ellos Bernard Ashmole y John Boardman ) fue publicada en la portada de The Times, lo que permitió a Karouzou salir del país para visitar a los griegos exiliados en Roma y Lyon y trabajar como investigadora invitada en las universidades de Tubinga y Ginebra.
Tras la caída de la Junta en 1974, Karouzou pudo regresar a Grecia y convertirse en presidenta de la rama griega del Lexicon Iconographicarum Mythologicae Classicae («Léxico de las iconografías de la mitología clásica»). De 1975 a 1977, fue vicepresidenta de la Sociedad Arqueológica de Atenas,y fue nombrada presidenta del Congreso Internacional de Arqueología Clásica en 1983 y recibió los doctorados honoris causa de las Universidades de Lyon, Tubinga y Salónica por su erudición y sus contribuciones a este campo. En total, Karouzou publicó veinte libros y más de ciento veinte artículos a lo largo de su carrera; también contribuyó al acceso público a la arqueología mediante la publicación de guías del Museo Arqueológico Nacional y de yacimientos arqueológicos.
Las arqueólogas Nikolaidou y Kokkinidou (especialistas en historia de la arqueología griega) describen a Karouzou como «tal vez la mujer más importante de la arqueología griega», y se refieren a su «continuo esfuerzo académico, amplia perspectiva intelectual, contribución social y sensibilidad democrática» y al carácter innovador de su enfoque de los objetos antiguos, en particular de la iconografía en la cerámica, por el que «fue más allá de las imágenes para llegar a las personas reales, su vida cotidiana, actitudes e ideologías». Karouzou definió su propia metodología de investigación como un intento de revelar «el significado invisible de las obras antiguas».
Karouzou falleció en diciembre de 1994. En el anuncio de su muerte, el periódico griego To Vima la definió como «la última representante de la generación de los grandes arqueólogos».

## Publicaciones seleccionadas
- National Museum: Illustrated Guide to the Museum, Εκδοτική Αθηνών, 2000.
- Βιώματα και μνημόσυνα (Experiences and memorials), ΗΟΡΟΣ 2.2, 1984, pp. 1–61
- Nauplion (in Greek: Το Ναύπλιο). Εμπορική Τράπεζα της Ελλάδος, 1979.
- The Amasis Painter, Oxford: Clarendon Press, 1956.
- Corpus Vasorum Antiquorum. Grèce 2: Athènes, Musée National 2, Paris, 1954 (publication of the National Museum's classical vase collections)